# 남만문화

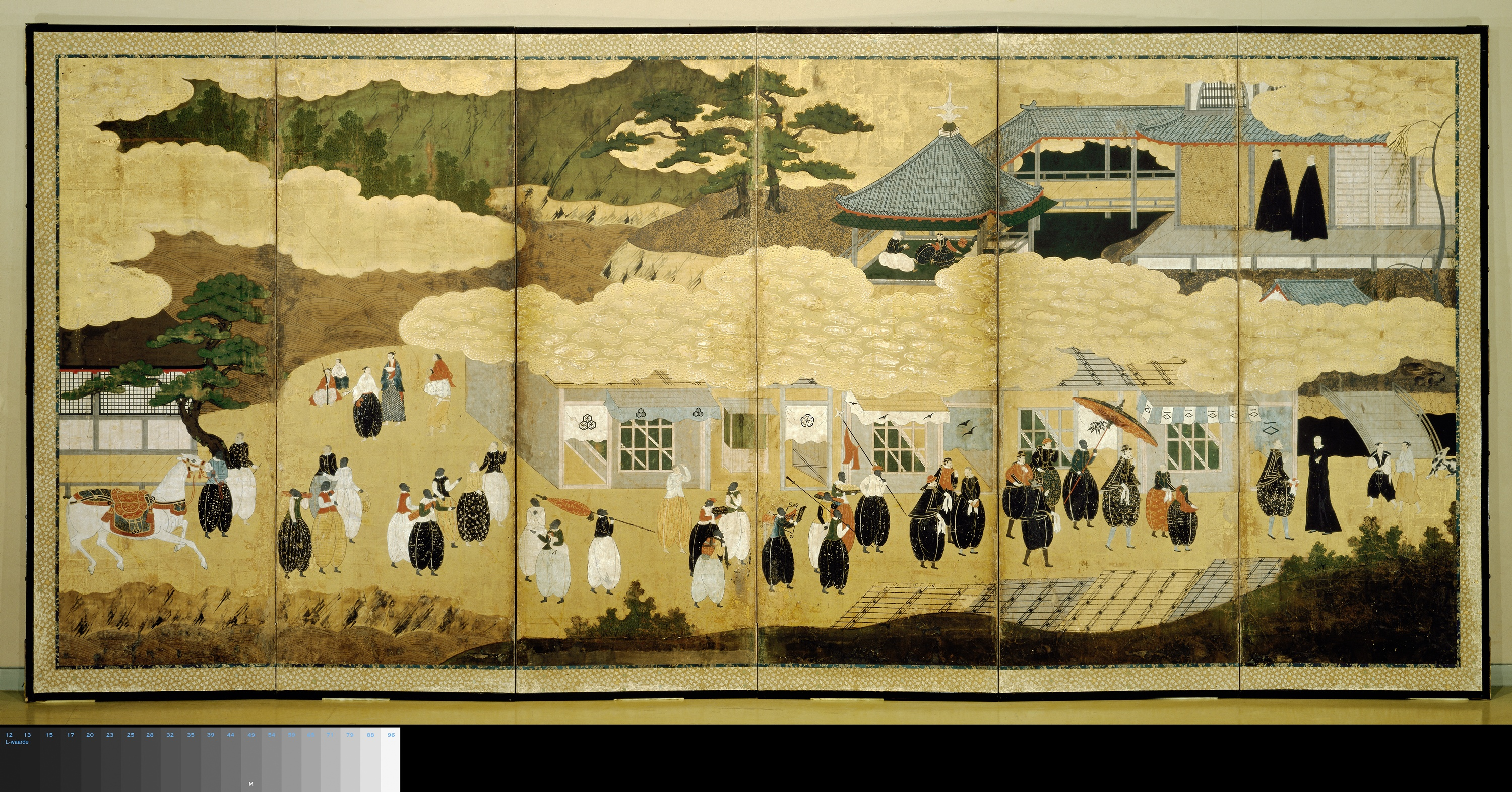
네덜란드 암스테르담 박물관에 소장된 일본의 병풍 《포르투갈 함선의 도착》

남만문화(南蠻文化, 일본어: 南蛮文化, なんばんぶんか 난반 분카[*])는 도쿠가와 막부가 쇄국 조치를 취하기 이전인 센고쿠 시대 말기와 에도 시대 초기에 예수회 선교사들의 활동으로 일본에서 꽃핀 문화를 말한다.

## 예수회 선교사 유입
남만(南蠻)은 원래 중국에서 '남쪽에 사는 오랑캐'를 부르던 용어였지만 일본에서 남만인(南蠻人)은 스페인, 포르투갈 출신 사람을 가리키는 용어로 사용되었다. 대항해 시대에 교역이 많았던 스페인인들과 포르투갈인들은 동남아시아를 거쳐 일본에 도착했다.
1549년 가고시마에 도착해 일본에서 포교를 개시한 프란치스코 하비에르 신부를 비롯해서 예수회 선교사들이 계속 일본 땅에 들어왔다. 에도 시대에는 포르투갈 출신의 예수회 신부 가스파르드 빌렐라(Gaspard Vilela, 1525년 ~ 1572년)가 집단세례를 통해 '잠복(潛伏) 크리스천'의 기초를 마련했고, 루이스 프로이스는 일본포교사를 편년체로 정리했으며, 알렉산드로 발리냐노는 일본에 인쇄술을 전해주었다.
당시 선교사들은 포르투갈어로 '신부'라는 뜻을 가진 '파드르'(padre)라는 단어를 그대로 옮겨 '바테렌'(バテレン)이라고 불렸다. 이들 선교사들에 의해 활판인쇄술이 전파되고 로마자에 의한 기독교 문학, 종교, 서적의 번역 및 일본어 사전의 간행 등이 이루어졌다. 이 출판물들을 이른바 '기리시탄판'(キリシタン版)이라고 하는데, '기리시탄'은 포르투갈어 '크리스탕'(cristão)에서 온 외래어이다.

## 사전 편찬
현존하는 최고의 예수회 일본어 사전은 1595년 일본 예수회가 편찬한 《나포일사전》(羅葡日辭典, Dictionarium Latino-Lusitanicum ac Japonicum)으로, 이탈리아의 암브로조 칼레피노(Ambrogio Calepino, 1436년 ~ 1510년)의 라틴어 사전을 토대로 포르투갈어와 일본어를 대역한 것이다. 그러나 당시에 간행된 사전 중에서 가장 널리 알려진 것은 1603년부터 1604년 사이에 간행된 《일포사서》(日葡辭書, Vocabulario da lingoa do Iapam, com a declaração em Portugues)와 1604~1608년에 간행된 《일본대문전》(日本大文典, Arte da Lingoa de Iapam composta pello Padre Ioão Rodriguez)이었다. 《일포사서》의 편찬자는 분명치 않은데, 예수회 선교사들이 일본인 신자들의 협력을 얻어 편찬했으며 당시 일본인이 만든 사전보다 뛰어나다는 평가를 받았고 3만이 넘는 풍부한 어휘가 수록되어 있어 무로마치 시대 언어연구의 필독문헌으로 꼽힌다. 《일본대문전》은 일본 예수회 선교사 중 최고의 일본어 학자였던 포르투갈인 주앙 호드리게스(João Rodriguez Tçuzu, 1561~1634)에 의해 편찬되었다. 《일본대문전》은 라틴어 문법과 사전의 틀에 맞추어 구어를 중심으로 문어 문법을 설명하는 한편 경어법, 조사 등 일본어의 특징도 구체적으로 정리하고 있다.

## 같이 보기
- 남만무역